# 布拉尼采河 (薩扎瓦河支流)
49°47′50″N 14°56′43″E / 49.7973°N 14.9454°E
布拉尼采河是捷克的河流，位於該國中部，處於中波希米亞州，屬於薩扎瓦河的左支流，河道全長66公里，流域面積543平方公里，發源自塔博爾縣。